# Самро
Самро (рус. Самро) језеро је на северозападу европског дела Руске Федерације. Налази се у пограничном делу између Лушког рејона на истоку и Сланчањског рејона на западу, на крајњем југозападу Лењинградске области. Језеро се налази у сливном подручју реке Луге, односно Финског залива Балтичког мора, са којом је повезан преко своје једине отоке, реке Самро. У језеро се улива река Рудинка и 8 мањих потока.
Језеро Самро има готово овалан облик, са максималном дужином у смеру запад-исток од 8,5 километара, док је максимална ширина у смеру север-југ 6,8 километара. Површина језерске акваторије је 40,4 км², док је просечна запремина око 0,0814 км³. Самро је доста плитка акваторија са просечним дубинама од око 2 метра, док максималне дубине не прелазе 5 метара. Његове обале су ниске и доста замочварене, а приобални појас је у ширини од 50 до 300 метара обрастао густом језерском вегетацијом. Укупна дужина језерске обале је 25,4 км.
Језерско дно је доста равно, местимично благо заталасано, са до 3 метра дебелим наслагама сапропела који се повремено експлоатише и користи као природно ђубриво.
На обалама језера налазе се села Самро, Подлесје, Усадишче и Велетово.
У писаним изворима језеро се први пут помиње у једном катастарском спису Новгородске земље из 1497/98. под именом Сумро.